# Shirō Kuramata
Shiro Kuramata (倉俣 史朗) (Tokio, 29 de noviembre de 1934 - ibidem, 1 de febrero de 1991), fue un diseñador japonés.

## Biografía
Kuramata estudió arquitectura y diseño en Tokio, en la escuela de diseño Kuwazawa. En 1965, cuando contaba con treinta años, fundó su propio taller de diseño, al que llamó "Kuramata Design Office".
Entre 1970 y 1980 trabajó como arquitecto de interiores y diseñador de mobiliario. Uno de sus clientes más destacados fue Issey Miyake, para quien proyectó almacenes en París, Tokio y New York. En 1988 se instaló en París donde creó su propio taller de diseño.
Fue condecorado con el premio "Caballero de las Artes y de las Letras" por el Ministerio de Cultura francés en 1990. Sus creaciones actualmente forman parte de las colecciones de los grandes museos del mundo como (MoMA o el Musée des Arts Décoratifs, entre otros.

## Sus diseños
El estilo de Shirō Kuramata mezcla humor y poesía con un toque de minimalismo. Su trabajo sobre la transparencia y la luz lo catalogaron como un visionario: en 1969 diseñó una mesa luminosa en acrílico, en 1976 diseñó Glass Chair, una silla totalmente de vidrio; en 1988 diseñó la poltrona Miss Blanche esencialmente en material plástico transparente incluyendo pétalos de rosa. La poltrona How High the Moon (1986) ensamblado en rejilla metálica participó en la misma búsqueda de transparencia e inmaterialidad.
El trabajo de Kuramata fue altamente influenciado por artistas contemporáneos abstractos como Piet Mondrian o Donald Judd.
Los diseños de Kuramata, debido a su rareza y excepcionalidad, alcanzan precios elevados en las salas de ventas. Así, una poltrona Miss Blanche se vendió 46,000 £ en 1997 y una butaca en acrílico Feather stool $ 40,000 en 2005.